# Норман Гринбаум
Норман Џоел Гринбаум (енгл. Norman Joel Greenbaum; Малден, 20. новембар 1942) јесте пјевач и текстописац. Похађао је музичке студије на Универзитету у Бостону. Гринбаум је првенствено познат по својој композицији Spirit in the Sky, која је продата као сингл у два милиона копија између 1969. и 1970. године. Ова пјесма представља спој између гитаре, религиозног текста и пљеска рукама, што јој је управо омогућило да постане велики хит.
Наведена пјесма је коришћена у многим филмовима, рекламама и телевизијским емисијама.
Гринбаум данас живи у Петалуми, у Калифорнији. Више не изводи пјесме у јавности, али наставља да промовише концерте и богато живи од својих пјесама.